# ソビエト帝国
ソビエト帝国（ソビエトていこく、英語: Soviet Empire）という言葉は、狭義には西側諸国におけるクレムリノロジーの観点からソビエト連邦を植民地帝国とみなして用いられる語である。この用例は、アメリカ合衆国の歴史学者リチャード・パイプスのThe Formation of the Soviet Union (1954年)が初出であるとされている。広義には、冷戦下で行われたソ連の外交政策を帝国主義的であるとみなして用いられる語である。これはソ連の勢力圏に置かれた東側諸国が、形の上では独立国として独自の政府を持っていたにもかかわらず、ソ連を中心とするワルシャワ条約機構軍の軍事的介入（1956年のハンガリー動乱、1968年のプラハの春、1980年のポーランド介入など）の恐怖によってその意向に沿わなければならなかった事実をもとにしている。こうした影響下に置かれた国々は、ソ連の衛星国だったとみなされることもある。

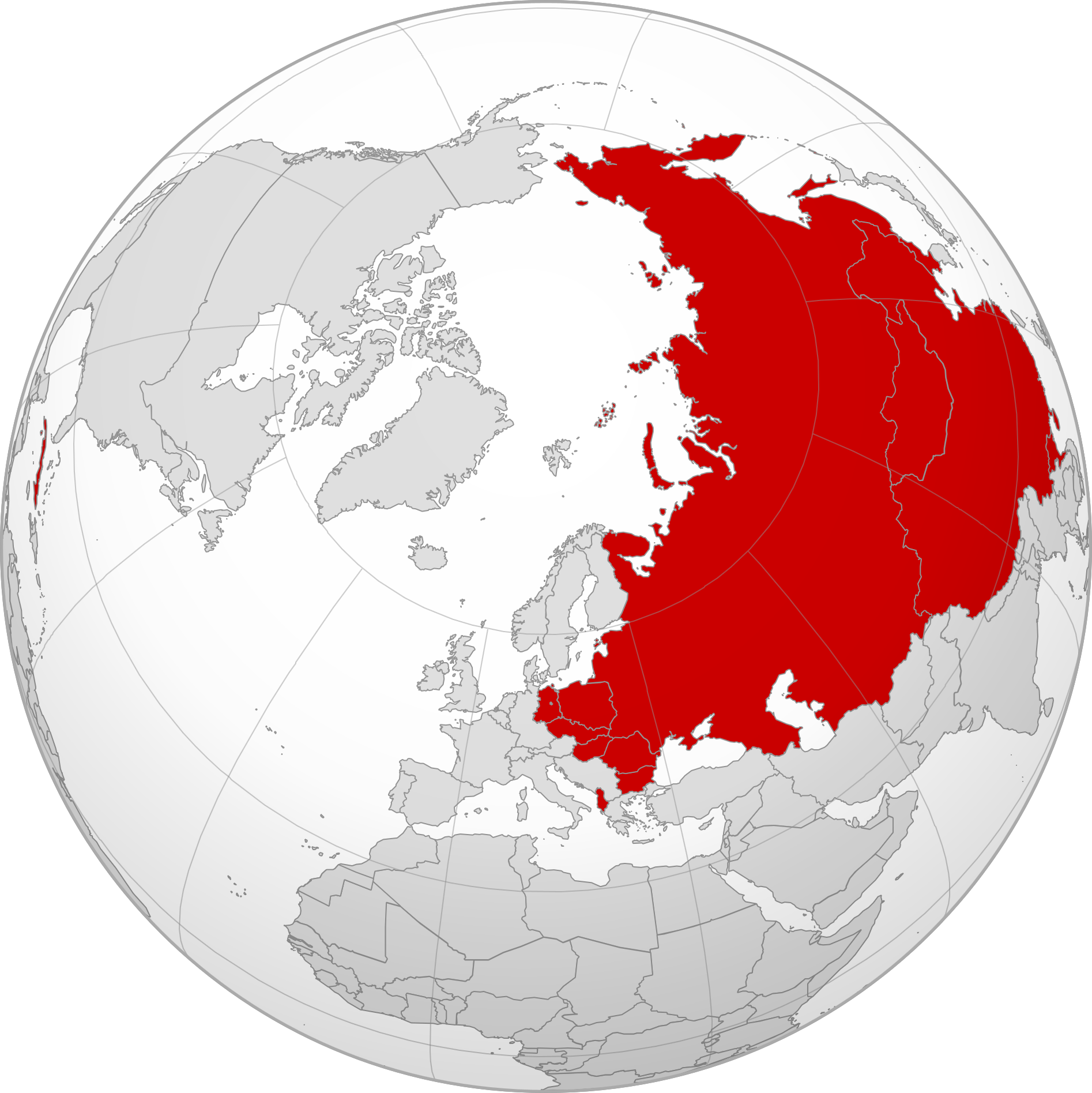
ソビエト連邦の1959年から1961年までの勢力圏

## 特徴
ソ連は国家の建国理念としては君主や皇帝を戴かず、むしろ反帝国主義と人民民主主義を掲げていた。しかし、この民主主義的な建国理念にもかかわらず、実際にはソ連が歴史上の帝国や独裁国家に似た性格を持っていて、弱小国に対して様々な支配行動をしていたと批判される。ソ連は多民族帝国と国民国家の混合形態だったと分析する学者もいる。
また他の列強と同様に、ソ連も事実上の植民地主義政策をとっていたとする指摘もある。ソ連と対立した後の中国における毛沢東思想は、ソ連を社会主義者の見かけをした帝国主義大国であると批判している。
また文化帝国主義的な面でソ連を帝国と呼ぶ場合もある。地元の伝統を排してソビエト連邦の文化・教育を植え付けようとする政策はソビエト化とも呼ばれる。
社会主義的な傾向のある国々へ影響力を保つために、ソ連は国際協力と称して莫大な経済支援を行った。しかしこれは次第にソ連自体の経済を苦しめることになった。ソビエト連邦の崩壊後、後継国家となったロシア連邦はソ連が1030億ドルの対外負債（海外に有する資産は1400億ドル）を抱えていたと発表している。

## 影響力
「ソビエト帝国」に含まれていたとみなされている国々は、以下のとおりである。

### 衛星国

ソビエト連邦（赤）およびその衛星国（ピンク）。ユーゴスラヴィア（紫）は1948年までソ連の同盟国だったが、後に決別した。アルバニア（オレンジ）は1960年代までソ連との同盟を維持したが、中ソ対立の影響でソ連と決別した。

特にソ連と深い経済関係を持ち、同盟も組んでいて、そして同じ共産主義思想を信じている国々は「衛星国」と呼ぶ。衛星という言葉はソ連は太陽のように全領域の中心的な地位を独占し続け、周りの国は衛星のようにソ連の政策を従うしかない実態を表している。これらの衛星国たちはたびたび経済相互援助会議（コメコン）に出席しており、特に東ヨーロッパの国々はワルシャワ条約機構にも加盟していた。
英米など資本主義陣営ではソ連の傀儡政権（主に東ヨーロッパの共産主義国家やモンゴル）を全部「衛星国」とみなしていた。 
- アフガニスタン民主共和国
- アルバニア社会主義人民共和国 (1961年にコメコンを脱退)
- アンゴラ人民共和国 (アンゴラ内戦へのソ連の介入後)
- ブルガリア人民共和国
- 中華人民共和国 (中ソ対立以前)
- キューバ
- チェコスロバキア社会主義共和国
- ドイツ民主共和国 (東ドイツ)
- エチオピア人民民主共和国
- ハンガリー人民共和国
- モンゴル人民共和国
- ニカラグア (サンディニスタ革命後)
- 朝鮮民主主義人民共和国 (1945–1991年。1950年に朝鮮戦争で中国の支援を受けて以降、ソ連との同盟を維持しつつも[8]独自の主体思想をもとにソ連と中国の影響力の均衡を図り、極度の孤立主義をとって、1958年の中国軍撤退後もコメコンなどあらゆる国際組織への不参加を貫いた。)
- ポーランド人民共和国
- ルーマニア社会主義共和国 (1968年以降はソ連と疎遠に。同盟は維持したが、1989年のルーマニア革命で崩壊)
- イエメン人民民主共和国 (南イエメン)
- ベトナム民主共和国 (北ベトナム)/ベトナム (1976年以降)
- トゥヴァ人民共和国 (1944年にソビエト連邦に併合)
- ユーゴスラビア・パルチザン/ユーゴスラビア社会主義連邦共和国 (1948年まで)

### 反ソビエト連邦の共産主義国家

1980年の共産主義国家の状況。ソ連派（赤）、中国派（黄）、非同盟の北朝鮮・ユーゴスラビア（黒）。ソマリアは1977年までソ連派、カンボジア（カンプチア）は1979年まで中国派だった。

その他の共産主義国家の中には、ソ連と距離を取ったり、批判を行ったりするものもあった。中には中国のようにソ連と軍事衝突に至るものもあった。
- ユーゴスラビア (インフォルムビロ期; 1948年–1955年)
- アルバニア社会主義人民共和国 (1955年のソビエト・アルバニア対立から1972年の中ア対立まで)
- 中華人民共和国 (中ソ対立後。1969年の中ソ国境紛争でソ連と軍事衝突)
- 民主カンプチア (1975年–1979年、カンボジア・ベトナム戦争のため)
- ソマリア民主共和国 (1977年–1991年、オガデン戦争のため)
- ルーマニア社会主義共和国 (1968年-1989年、ワルシャワ条約機構軍のチェコスロバキア侵攻に対する、チャウシェスク政権による協力拒否のため)

### 第三世界への関与
第三世界と呼ばれる国々の中にも、冷戦中にソ連の影響を受けたものがある。ソ連は「社会主義発展の道を進んでいる国々」を、東欧やベトナム、キューバのような「社会主義が発達した国々」に引き上げようと運動を続けた。対象国はソ連から軍事的・経済的援助を受け、様々な面でその影響を受けた。しかし様々な理由で援助が途切れ、友好国が転覆の憂き目に遭ったり、ソ連との同盟関係が失われたりすることもしばしばあった。

共産主義政権の存在した国（赤）、ソ連が「社会主義への道を歩んでいる」と見なした国（オレンジ）、その他の社会主義的な国（黄）。ただし赤の国でも、ソ連との同盟関係を途中で破棄したものがある。

以下に挙げるソ連の影響を受けた国のうち、共産主義国でないものはイタリック体で示している。
- エジプト (1954–1973)
- シリア (1955–1991)
- イラク (1958–1963, 1968–1991)
- ギニア (1960–1978)
- マリ (1960–1968)
- ビルマ (1962–1988)
- ソマリア民主共和国 (1969–1977、1977年のオガデン戦争でソ連と破局し、アメリカ陣営に転ずる[10]。）
- アルジェリア (1962–1990)
- ガーナ (1964–1966)
- 赤道ギニア (1968–1979)
- ペルー (1968–1975)
- スーダン (1968–1972)
- 大リビア・アラブ社会主義人民ジャマーヒリーヤ国 (1969–1991)
- コンゴ人民共和国 (1969–1991)
- チリ (1970–1973)
- カーボベルデ (1975–1990)
- サントメ・プリンシペ (1975–1991)
- イエメン人民民主共和国 (1967–1990)
- インドネシア (1959–1965)
- インド (1971–1989)
- バングラデシュ人民共和国 (1971–1975)
- マダガスカル民主共和国 (1972–1991)
- ギニアビサウ (1973–1991)
- デルグ (1974–1987)/ エチオピア人民民主共和国 (1987–1991)
- ラオス人民民主共和国 (1975–1991)
- ベナン人民共和国 (1975–1990)
- モザンビーク人民共和国 (1975–1990)
- アンゴラ人民共和国 (1975–1991)
- セーシェル (1977–1991)
- アフガニスタン民主共和国 (1978–1991)
- グラナダ人民革命政府 (1979–1983)
- ニカラグア (1979–1990)
- カンプチア人民共和国 (1979–1989)
- ブルキナファソ (1983–1987)

これに加えて、 ガイアナ タンザニア、 ポルトガル、 スリランカは憲法で社会主義国家と自称していたが、ソ連が「社会主義発展の道を進んでいる国々」と見なすことは無かった。

### 中立国
冷戦下のフィンランドは複雑な状況に置かれていた。継続戦争でフィンランドはソ連軍の撃退に成功し、第二次世界大戦終結までその領土の大部分を維持し続けた。戦後はブレトン・ウッズ協定に参加して西側の経済市場に入り、また議会制民主主義体制を保持しつつも、ソ連とも1948年にフィンランド・ソビエト条約を結び、対外政策の拒否権をソ連に与えている。ソ連から見れば、自らの覇権を東西陣営の間にいる中立国にも及ぼした例ということができる。フィンランドのパーシキヴィ・ケッコネン政策は、ソ連と友好関係を結び二国間の経済関係を深めるものだった。この流れは西側諸国から「フィンランド化」と呼ばれ、これが広がって西側諸国がアメリカや北大西洋条約機構に頼らなくなってしまうことが危惧された。